# Penindaian (Mulak Ulu)
Penindaian is een bestuurslaag in het regentschap Lahat van de provincie Zuid-Sumatra, Indonesië. Penindaian telt 388 inwoners (volkstelling 2010).